# La Pobla de Benifassà
La Pobla de Benifassà è un comune spagnolo di 227 abitanti situato nella comunità autonoma Valenciana.

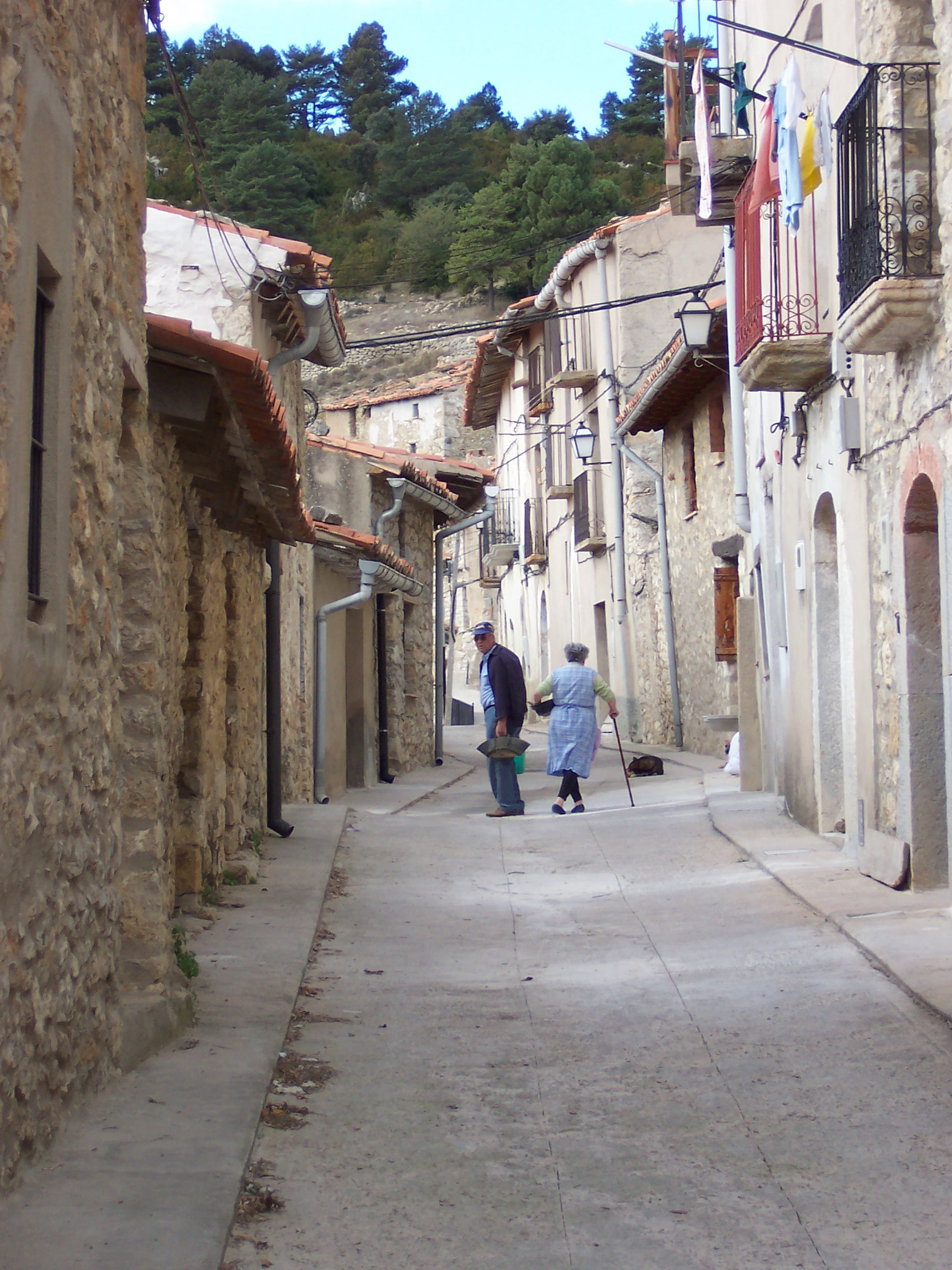
La frazione El Boixar